# International Football Cup 1962/63
Der 2. International Football Cup wurde in der Saison 1962/63 ausgespielt. Es nahmen 32 Mannschaften teil, darunter auch zum ersten Mal Teams aus Frankreich, Italien, Jugoslawien und Ungarn.
Das Turnier gewann Slovnaft Bratislava mit 1:0 gegen Calcio Padova.

## Gruppenphase
Die Mannschaften wurden in 8 Gruppen à 4 Teams eingeteilt. Dabei wurden diese nicht strikt nach geografischer Lage, wie in der Vorsaison, eingeteilt.
Der Gruppensieger erreichte das Viertelfinale.

### Gruppe A1
| Pl. | Verein              | Sp. | S | U | N | Tore    | Diff. | Punkte |
| --- | ------------------- | --- | - | - | - | ------- | ----- | ------ |
| 1.  | Slovnaft Bratislava | 6   | 4 | 0 | 2 | 014:100 | +4    | 08:40  |
| 2.  | RC Paris            | 6   | 2 | 3 | 1 | 020:180 | +2    | 07:50  |
| 3.  | AC Venedig          | 6   | 2 | 2 | 2 | 018:140 | +4    | 06:60  |
| 4.  | BSC Young Boys      | 6   | 1 | 1 | 4 | 009:190 | −10   | 03:90  |

|                     | Tschechoslowakei | Frankreich | Italien | Schweiz |
| ------------------- | ---------------- | ---------- | ------- | ------- |
| Slovnaft Bratislava |                  | 4:2        | 2:0     | 1:0     |
| RC Paris            | 4:2              |            | 3:3     | 3:1     |
| AC Venedig          | 4:1              | 4:4        |         | 6:1     |
| BSC Young Boys      | 0:4              | 4:4        | 3:1     |         |

### Gruppe A2
| Pl. | Verein                 | Sp. | S | U | N | Tore    | Diff. | Punkte |
| --- | ---------------------- | --- | - | - | - | ------- | ----- | ------ |
| 1.  | Újpesti Dózsa Budapest | 6   | 4 | 2 | 0 | 014:500 | +9    | 10:20  |
| 2.  | Stade Français Paris   | 6   | 3 | 1 | 2 | 009:500 | +4    | 07:50  |
| 3.  | AC Mantova             | 6   | 2 | 0 | 4 | 007:160 | −9    | 04:80  |
| 4.  | Bohemians ČKD Prag     | 6   | 1 | 1 | 4 | 011:150 | −4    | 03:90  |

|                        | Ungarn 1957 | Frankreich | Italien | Tschechoslowakei |
| ---------------------- | ----------- | ---------- | ------- | ---------------- |
| Újpesti Dózsa Budapest |             | 0:0        | 4:0     | 2:2              |
| Stade Français Paris   | 0:1         |            | 4:0     | 2:1              |
| AC Mantova             | 1:4         | 1:0        |         | 2:3              |
| Bohemians ČKD Prag     | 2:3         | 2:3        | 1:3     |                  |

### Gruppe A3
| Pl. | Verein               | Sp. | S | U | N | Tore    | Diff. | Punkte |
| --- | -------------------- | --- | - | - | - | ------- | ----- | ------ |
| 1.  | Calcio Padova        | 6   | 4 | 1 | 1 | 015:800 | +7    | 09:30  |
| 2.  | Banyasz Dorog        | 6   | 3 | 0 | 3 | 013:130 | ±0    | 06:60  |
| 3.  | FC La Chaux-de-Fonds | 6   | 2 | 1 | 3 | 010:130 | −3    | 05:70  |
| 4.  | Spartak Pilsen       | 6   | 1 | 2 | 3 | 012:160 | −4    | 04:80  |

|                      | Italien | Ungarn 1957 | Schweiz | Tschechoslowakei |
| -------------------- | ------- | ----------- | ------- | ---------------- |
| Calcio Padova        |         | 1:0         | 4:2     | 5:0              |
| Banyasz Dorog        | 3:1     |             | 4:1     | 4:2              |
| FC La Chaux-de-Fonds | 2:3     | 1:0         |         | 3:1              |
| Spartak Pilsen       | 1:1     | 7:2         | 1:1     |                  |

### Gruppe A4
| Pl. | Verein          | Sp. | S | U | N | Tore    | Diff. | Punkte |
| --- | --------------- | --- | - | - | - | ------- | ----- | ------ |
| 1.  | Servette Genf   | 6   | 3 | 2 | 1 | 011:900 | +2    | 08:40  |
| 2.  | FK Sarajevo     | 6   | 2 | 2 | 2 | 009:120 | −3    | 06:60  |
| 3.  | Slovan Nitra    | 6   | 2 | 1 | 3 | 012:900 | +3    | 05:70  |
| 4.  | Olympique Nîmes | 6   | 2 | 1 | 3 | 011:130 | −2    | 05:70  |

|                 | Schweiz | Jugoslawien Sozialistische Föderative Republik | Tschechoslowakei | Frankreich |
| --------------- | ------- | ---------------------------------------------- | ---------------- | ---------- |
| Servette Genf   |         | 3:2                                            | 2:1              | 4:1        |
| FK Sarajevo     | 0:0     |                                                | 3:2              | 2:1        |
| Slovan Nitra    | 0:0     | 5:1                                            |                  | 4:1        |
| Olympique Nîmes | 5:2     | 1:1                                            | 2:0              |            |

### Gruppe B1
| Pl. | Verein               | Sp. | S | U | N | Tore    | Diff. | Punkte |
| --- | -------------------- | --- | - | - | - | ------- | ----- | ------ |
| 1.  | Tatabányai Bányász   | 6   | 5 | 1 | 0 | 018:700 | +11   | 11:10  |
| 2.  | Ajax Amsterdam       | 6   | 4 | 0 | 2 | 018:110 | +7    | 08:40  |
| 3.  | AS Lorraine          | 6   | 2 | 0 | 4 | 010:120 | −2    | 04:80  |
| 4.  | 1. FC Kaiserslautern | 6   | 0 | 1 | 5 | 009:250 | −16   | 01:11  |

|                      | Ungarn 1957 | Niederlande | Frankreich | Deutschland Bundesrepublik |
| -------------------- | ----------- | ----------- | ---------- | -------------------------- |
| Tatabányai Bányász   |             | 2:1         | 4:0        | 6:2                        |
| Ajax Amsterdam       | 1:2         |             | 2:1        | 6:0                        |
| AS Lorraine          | 1:2         | 2:3         |            | 3:1                        |
| 1. FC Kaiserslautern | 2:2         | 4:5         | 0:3        |                            |

### Gruppe B2
| Pl. | Verein               | Sp. | S | U | N | Tore    | Diff. | Punkte |
| --- | -------------------- | --- | - | - | - | ------- | ----- | ------ |
| 1.  | OFK Belgrad          | 6   | 4 | 1 | 1 | 013:900 | +4    | 09:30  |
| 2.  | Lanerossi Vicenza    | 6   | 3 | 0 | 3 | 008:900 | −1    | 06:60  |
| 3.  | FC Bayern München    | 6   | 2 | 1 | 3 | 014:190 | −5    | 05:70  |
| 4.  | Feijenoord Rotterdam | 6   | 2 | 0 | 4 | 012:100 | +2    | 04:80  |

|                      | Jugoslawien Sozialistische Föderative Republik | Italien | Deutschland Bundesrepublik | Niederlande |
| -------------------- | ---------------------------------------------- | ------- | -------------------------- | ----------- |
| OFK Belgrad          |                                                | 2:1     | 4:1                        | 1:0         |
| Lanerossi Vicenza    | 2:0                                            |         | 1:0                        | 2:0         |
| FC Bayern München    | 4:4                                            | 4:2     |                            | 4:3         |
| Feijenoord Rotterdam | 1:2                                            | 3:0     | 5:1                        |             |

### Gruppe B3
| Pl. | Verein              | Sp. | S | U | N | Tore    | Diff. | Punkte |
| --- | ------------------- | --- | - | - | - | ------- | ----- | ------ |
| 1.  | NK Rijeka           | 6   | 4 | 1 | 1 | 018:110 | +7    | 09:30  |
| 2.  | Rot-Weiß Oberhausen | 6   | 3 | 2 | 1 | 015:120 | +3    | 08:40  |
| 3.  | FC Basel            | 6   | 1 | 3 | 2 | 016:200 | −4    | 05:70  |
| 4.  | PSV Eindhoven       | 6   | 1 | 0 | 5 | 011:170 | −6    | 02:10  |

|                     | Jugoslawien Sozialistische Föderative Republik | Deutschland Bundesrepublik | Schweiz | Niederlande |
| ------------------- | ---------------------------------------------- | -------------------------- | ------- | ----------- |
| NK Rijeka           |                                                | 2:1                        | 5:1     | 3:1         |
| Rot-Weiß Oberhausen | 4:3                                            |                            | 2:2     | 3:1         |
| FC Basel            | 2:2                                            | 4:4                        |         | 4:3         |
| PSV Eindhoven       | 2:3                                            | 0:1                        | 4:3     |             |

### Gruppe B4
| Pl. | Verein              | Sp. | S | U | N | Tore    | Diff. | Punkte |
| --- | ------------------- | --- | - | - | - | ------- | ----- | ------ |
| 1.  | Pécsi Dózsa         | 6   | 5 | 1 | 0 | 017:700 | +10   | 11:10  |
| 2.  | Blauw Wit Amsterdam | 6   | 2 | 2 | 2 | 010:120 | −2    | 06:60  |
| 3.  | FK Velež Mostar     | 6   | 2 | 1 | 3 | 016:110 | +5    | 05:70  |
| 4.  | VfV Hildesheim      | 6   | 1 | 0 | 5 | 008:210 | −13   | 02:10  |

|                     | Ungarn 1957 | Niederlande | Jugoslawien Sozialistische Föderative Republik | Deutschland Bundesrepublik |
| ------------------- | ----------- | ----------- | ---------------------------------------------- | -------------------------- |
| Pécsi Dózsa         |             | 5:2         | 4:1                                            | 5:3                        |
| Blauw Wit Amsterdam | 0:0         |             | 3:2                                            | 4:3                        |
| FK Velež Mostar     | 1:2         | 1:1         |                                                | 9:1                        |
| VfV Hildesheim      | 0:1         | 1:0         | 0:2                                            |                            |

## Viertelfinale
|                     | Gesamt |                        | Hinspiel | Rückspiel |
| ------------------- | ------ | ---------------------- | -------- | --------- |
| Servette Genf       | 1:6    | Tatabányai Bányász     | 1:0      | 0:6       |
| Pécsi Dózsa         | 4:3    | NK Rijeka              | 2:1      | 2:2       |
| OFK Belgrad         | 05:10  | Calcio Padova          | 4:3      | 1:7       |
| Slovnaft Bratislava | 4:2    | Újpesti Dózsa Budapest | 4:1      | 0:1       |

## Halbfinale
|                     | Gesamt |                    | Hinspiel | Rückspiel |
| ------------------- | ------ | ------------------ | -------- | --------- |
| Calcio Padova       | 7:3    | Pécsi Dózsa        | 4:3      | 3:0       |
| Slovnaft Bratislava | 3:2    | Tatabányai Bányász | 1:1      | 2:1       |

## Finale
| Calcio Padova                                  | Calcio Padova | Slovnaft Bratislava | Slovnaft Bratislava |
| ---------------------------------------------- | --- | --- | ------------------- |
| Calcio Padova                                  | \| Finale \| \| 3. April 1963 in Padua (Stadio Silvio Appiani) \| \| Ergebnis: 0:1 (0:0) \| \| Zuschauer: 5.000 \| \| Schiedsrichter: Karl Keller ( Schweiz) \|                                                                                                | \| Finale \| \| 3. April 1963 in Padua (Stadio Silvio Appiani) \| \| Ergebnis: 0:1 (0:0) \| \| Zuschauer: 5.000 \| \| Schiedsrichter: Karl Keller ( Schweiz) \|                                                                            | Slovnaft Bratislava |
| Calcio Padova                                  | Alessandro Bazzoni (88. Giuseppe Bini) – Bernardo Rogora, Cristiano Cervato – Enrico Arienti, Giorgio Barbolini, Rino Bon, Roberto Mazzanti, Rinaldo Frezza – Giuseppe Galtarossa (46. Eliseo Zerlin), Giancarlo Fusato, Rudolf Kölbl. Cheftrainer: Elvio Matè | Peter Fülle – Gustáv Mráz, Jiří Tichý, Ján Feriančík – Titus Buberník – Milan Dolinský, Eduard Gáborík, Kazimír Gajdoš (46. Dezider Cimra), Štefan Matlák, Michal Medviď (46. Ottmar Deutsch), Adolf Scherer. Cheftrainer: František Skyva | Slovnaft Bratislava |
| Calcio Padova                                  | 0:1 Scherer (7., Strafstoß) | | Slovnaft Bratislava |
| Finale                                         | | |                     |
| 3. April 1963 in Padua (Stadio Silvio Appiani) | | |                     |
| Ergebnis: 0:1 (0:0)                            | | |                     |
| Zuschauer: 5.000                               | | |                     |
| Schiedsrichter: Karl Keller ( Schweiz)         | | |                     |